# Ceratocapsus nigropiceus
Ceratocapsus nigropiceus är en insektsart som beskrevs av Reuter 1907. Ceratocapsus nigropiceus ingår i släktet Ceratocapsus och familjen ängsskinnbaggar. Inga underarter finns listade i Catalogue of Life.